# I Still Miss Someone
I Still Miss Someone ist der Titel eines Countrysongs von Johnny Cash, der im Dezember 1958 als B-Seite der Nummer-eins-Single Don’t Take Your Guns to Town erschien.

## Entstehung
Cash schrieb das Lied gemeinsam mit seinem Bruder Roy Cash. Der Film Walk the Line erzählt, dass er beim Schreiben des Songs an June Carter dachte.
Bei Columbia Records nahm Cash den Song am 13. August 1958 mit Luther Perkins (E-Gitarre), Marshall Grant (Bass), Buddy Harman (Schlagzeug) und heute unbekannten Hintergrundsängern auf, möglicherweise waren es The Jordanaires. Er selbst spielte die Rhythmusgitarre.

## Inhalt
Der Song handelt von einem Mann, der unter einer schmerzhaften Trennung leidet. Er vermisst seine Geliebte und sehnt sich nach ihren blauen Augen, die er überall zu sehen glaubt. Er geht auf eine Party, um Spaß zu haben, kann seinen Kummer jedoch nicht überwinden. Er fragt sich, ob sie bereut, ihn verlassen zu haben.

## Cashs Aufnahmen
Die Originalversion aus dem Jahr 1958 erschien auf 1959 auf dem Album The Fabulous Johnny Cash und 1963 auf Ring of Fire: The Best of Johnny Cash. Eine weitere Studioaufnahme erschien 1964 auf dem Album I Walk the Line und eine dritte wurde 1988 bei Mercury Records für das Album Classic Cash: Hall of Fame Series aufgenommen.
Da der Song zu Cashs Standardrepertoire gehörte und er den Song bei fast allen Konzerten spielte, ist er auf einigen Live-Alben enthalten, darunter auf At Folsom Prison, At San Quentin, At Madison Square Garden und VH1 Storytellers.

## Coverversionen
Das Stück ist eine der am häufigsten gecoverten Kompositionen Cashs. Unter den unzähligen Interpreten sind unter anderem Joan Baez, Rosanne Cash, Julie Andrews, Stevie Nicks, Emmylou Harris, Percy Sledge und Bob Dylan zu finden.